# Georgina Fanny Cheffins
Georgina Fanny Cheffins (1863 - 29 de julio de 1932) fue una sufragista militante inglesa que en su encarcelamiento en 1912 inició una huelga de hambre por la cual recibió la Medalla de la huelga de hambre de la Unión Social y Política de las Mujeres (WSPU, por sus siglas en inglés). 

## Biografía
Cheffins nació en Holborn en Middlesex en 1863, hija de Mary Ann Craven (1837–1891) y Charles Richard Cheffins (1833–1902), ingeniero civil y más tarde fabricante de cemento Portland. En 1891, a los 27 años, fue censada como viviendo con su padre recién viudo en The Grange House en la aldea de Grange en Kent.
El censo de 1901 la registra viviendo con Eva (Evangeline) Lewis (1863–1928) en la Misión de St James en Sedgley en Cheshire; el censo las enumera como "hermanas laicas". Lewis nació en Ontario en Canadá, hija de John Lewis, obispo de Ontario. Cheffins y Lewis compartieron una casa desde antes de 1901 hasta la muerte de Lewis en 1928. Ambas lograron evadir con éxito el censo de 1911.

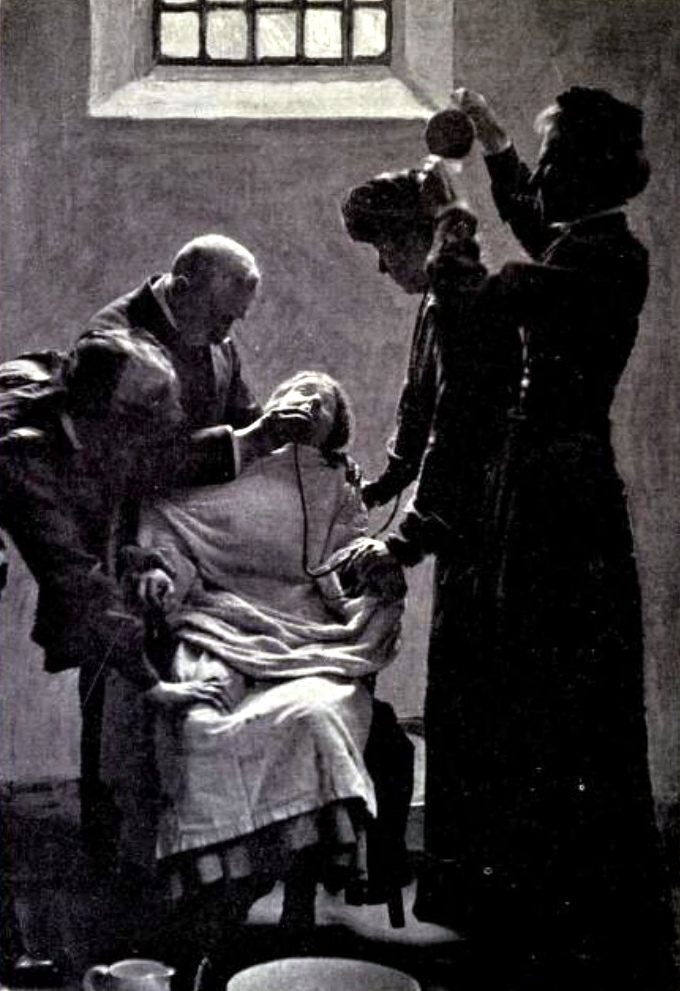
Sufragista siendo alimentada a la fuerza - Cheffins soportó esto en 1912

Se involucró por primera vez en la causa del sufragio femenino al pasar por una tienda de WSPU en Folkestone, después de lo cual fue a Londres para "protestar un poco". En marzo de 1912, Cheffins, de 49 años, arrojó un ladrillo por la ventana de Gorringer's, una tienda departamental en Buckingham Palace Road en Londres. Al ser arrestada, compareció en la Corte de Magistrados de Bow Street el 12 de marzo de 1912 antes de ser procesada en las Sesiones de Londres siete días después, el 19 de marzo de 1912. En su juicio, dijo que era sufragista por convicción porque, después de vivir y trabajar entre los que son muy pobres durante más de veinte años, había llegado a la conclusión de que todos los esfuerzos para mejorar sus condiciones eran inútiles sin el beneficio de la franquicia. Apoyó a la Unión Social y Política de las Mujeres porque sentía que sus métodos militantes daban la mejor oportunidad de éxito. Fue sentenciada a cuatro meses en la prisión de Holloway, donde inició una huelga de hambre y fue alimentada por la fuerza. Fue una de las 68 mujeres que agregaron sus firmas o iniciales al pañuelo The Suffragette bordeado por prisioneras en Holloway en marzo de 1912, y mantenido hasta 1950 por Mary Ann Hilliard, y todavía disponible para ver en la Casa del Sacerdote en West Hoathly. En su liberación de Holloway, Cheffins recibió la Medalla de huelga de hambre del liderazgo de la Unión Social y Política de las Mujeres (WSPU). 
En sus últimos años, vivió en Bexhill-on-Sea en East Sussex. Murió en 1932 en Leinster Square, Bayswater. Nunca se casó.